# Lara-Sophie Milagro
Lara-Sophie Milagro (* 1979 in Berlin) ist eine deutsche Schauspielerin, Synchronsprecherin und Sängerin.

## Leben
Lara-Sophie Milagro, in Bremen aufgewachsen, ist Berlinerin und Guyanesin. Sie studierte Schauspiel an der Royal Academy of Dramatic Arts in London (BA) und bei Stella Adler in New York und absolvierte ab 2000 ein Studium für klassischen Gesang an der Universität der Künste in Berlin. Seit 2010 ist sie als Theater-, Film- und Fernseh-Schauspielerin sowie Synchronsprecherin tätig. Sie spielt u. a. am Staatstheater Mainz, Theater Kassel, Maxim Gorki Theater, Residenztheater München und an den Münchner Kammerspielen in Zusammenarbeit mit Regisseurinnen und Regisseuren wie Frank-Patrick Steckel, Antoine Uitdehaag, Julia Wissert und Anta Helena Recke.
Lara-Sophie Milagro ist außerdem als Synchron- und Hörbuchsprecherin tätig, darunter für die Netflix-Produktion His House (2020), die Fernseh-Dokumentation Die Geschichte der Afrodeutschen (Hessischer Rundfunk‚ 2021), Manifesto von Bernardine Evaristo (Audioverlag‚ 2022) und People Person von Candice Carty Williams (Egmond Saga‚ 2022).
Lara-Sophie Milagro arbeitet selbst als Autorin und Regisseurin, so schrieb und inszenierte sie u. a. Heimat, bittersüße Heimat (Ballhaus Naunynstrasse‚ 2011), Satoe (Nationaltheater Mannheim‚ 2013), Dauerkolonie Berlin (Ballhaus Naunynstrasse, 2018), Winterzeit (HAU‚ 2018), Auf Noahs blutigem Regenbogen tanzen wir (Dramatikerinnenlabor, Maxim Gorki Theater, 2020) und wirkte bei all diesen Produktionen auch als Schauspielerin mit.
Sie ist künstlerische Leiterin des Kollektivs schwarzer Schauspieler Label Noir, für das sie Stücke schreibt.

## Filmografie (Auswahl)
- 2018: Tatort: Der kalte Fritte
- 2018: Dogs of Berlin (Fernsehserie, 4 Folgen)
- 2020: Das Geheimnis des Totenwaldes
- 2022: Wir könnten genauso gut tot sein
- 2022: Stralsund: Die rote Linie
- 2023: Der Greif (Fernsehserie)
- 2024: Tatort: Am Tag der wandernden Seelen

## Theater (Auswahl)
- 2005: Die Großherzogin von Geroldstein, Deutsches Theater Berlin
- 2011: Heimat, bittersüße Heimat, Ballhaus Naunynstraße Berlin
- 2012: Die Unerhörten (Bruce Norris), Staatstheater Mainz
- 2012: Clybourne Park, Staatstheater Mainz, Theater Bonn, Theater Winterthur CH
- 2013: Satoe – gesegnete Heimat, Nationaltheater Mannheim
- 2014: We Are The Play, English Theatre Berlin
- 2015: Le journal du Nijinsky, Theatre National de Bordeaux
- 2016: The Shells, Greenhouse Berlin
- 2016–18: Geächtet, Residenztheater München
- 2017: Lost & Found, Staatstheater Kassel
- 2018: Dauerkolonie Berlin, Ballhaus Naunynstraße
- 2019: Die Kränkungen der Menschheit, Münchner Kammerspiele
- 2020: Die Tragödie der offenen Stadt, Radialsystem Berlin